# Matiloxis darconis
Matiloxis darconis är en fjärilsart som beskrevs av William Schaus 1913. Matiloxis darconis ingår i släktet Matiloxis och familjen nattflyn. Inga underarter finns listade i Catalogue of Life.